# Ореховое (озеро, Минская область)
Оре́ховое (бел. Арэ́хавае) — озеро в Мядельском районе Минской области Белоруссии. Относится к бассейну Поточанки, притока реки Сервечь (приток Вилии). Отличается весьма значительной глубиной при малой площади зеркала.

## Описание
Озеро Ореховое располагается в 27 км к востоку от города Мядель, в 2,5 км к северу от деревни Грибки, на границе с Докшицким районом Витебской области, посреди заросшего кустарником болота.
Площадь поверхности озера составляет 0,22 км², длина — 0,7 км, наибольшая ширина — 0,4 км. Наибольшая глубина — 23 м. Площадь водосбора — 21,5 км².
Берега заболоченные, сплавинные. Западный берег крутой. Мелководье обширное, торфянисто-илистое. Дно покрытом илом и сапропелем, западный участок песчаный.
Водоём соединяется с рекой Поточанка посредством мелиорационного канала.
В озере обитают окунь, плотва, лещ, щука и другие виды рыб.